# Ricochet (álbum)
Ricochet es el primer álbum oficial en vivo de la banda alemana de música electrónica Tangerine Dream. Publicado a finales de 1975 por Virgin Records se trata de la mezcla de diferentes segmentos grabados durante la gira que el grupo realizó en 1975 por Reino Unido y Francia.
Glenn Swan en AllMusic destaca que "la mayoría de los fans se aferran a este álbum porque es muy enérgico y atemporal. Toma una instantánea de la banda cuando eran jóvenes, influyentes y se encontraban en el apogeo del género".

## Producción
Integrado por dos largos temas, uno por cada cara del disco de vinilo original, el material fue seleccionado a partir de más de 40 horas de grabación durante la gira el álbum apenas alcanza los 40 minutos de duración. Durante esta etapa inicial en la trayectoria del grupo Tangerine Dream en sus conciertos apenas interpretaba canciones procedentes de sus álbumes publicados y habitualmente el programa del concierto se basaba en largas improvisaciones.

"Ricochet es probablemente mi álbum favorito porque demostró que cuando creamos música en vivo el resultado siempre es diferente. Cuando grabamos en el estudio seguimos direcciones particulares, experimentamos y el resultado es más pulido. Pero, de alguna manera, el trabajo en vivo sigue siendo más clásico. Ricochet todavía me dice algo".
Christopher Franke (1986) 

Sigue la línea habitual de su sonido de los denominados «Años Virgin» con mayor utilización de la percusión, a cargo de secuenciadores y elementos electrónicos, y la aparición de las guitarras eléctricas por primera vez. El título, Ricochet, era el nombre de un videojuego electrónico con el que el grupo estaba obsesionado en esa época.
Gran parte de material en bruto para este disco, especialmente en la segunda parte, se grabó en Fairfield Halls, Croydon, Londres durante su actuación de octubre. Una versión original sin editar sería publicada en la tercera parte de The Bootleg Box Set Vol. 1.

## Lista de temas
| N.º   | Título               | Escritor(es)                                  | Duración |  |
| 1.    | «Ricochet, Part One» | Christopher Franke Edgar Froese Peter Baumann | 17:02    |  |
| 2.    | «Ricochet, Part Two» | Christopher Franke Edgar Froese Peter Baumann | 21:13    |  |
| 38:15 |                      |                                               |          |  |

## Personal
- Edgar Froese – teclados, guitarra
- Peter Baumann – teclados
- Christopher Franke – teclados, batería